# Gusztáv Csík

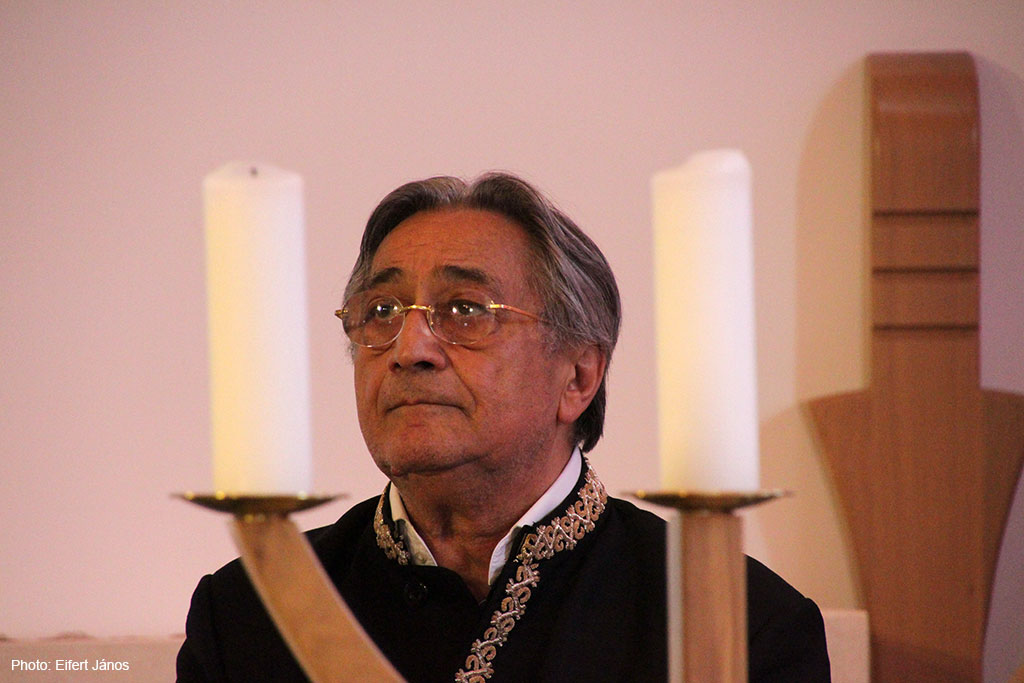
Gusztáv Csík (2017)

Gusztáv Csík (* 6. Februar 1943 in Erlau) ist ein ungarischer Jazzpianist, der mit dem Liszt-Preis ausgezeichnet wurde.

## Leben und Wirken
Csík lernte in seiner Kindheit Klavier spielen. Seit dem Alter von 16 Jahren trat er regelmäßig mit der Band im Park-Hotel in Erlau auf. Er absolvierte das Dobó-István-Gymnasium in Erlau, um dann bis 1962 am Miskolc-Konservatorium zu studieren. 
Im Bereich des Modern Jazz begann er bald international auf Tournee zu gehen, zunächst mit dem Sextett von Stefi Ákos. Mit Aladár Pege trat er 1964 beim Deutschen Jazzfestival auf; weitere Tourneen mit Pege, Dezső Lakatos und Imre Kőszegi schlossen sich an. Ab 1973 unterrichtete er am Nationalen Zentrum für Unterhaltungsmusik. Daneben unterhielt er sein Trio, seit 1975 mit János Fogarasi und Vilmos Jávori.  Ab 1977 spielte er mit dem Klarinettisten Tony Scott, der ihn für den führenden europäischen Jazzpianisten hielt, und veröffentlichte im selben Jahr sein erstes Album unter eigenem Namen.
Csík hörte 1980 mit dem Unterrichten auf und zog in die Schweiz, wo er auch mit Jimmy Woode und weiteren amerikanischen Musikern arbeitete. In den 1990er Jahren tourte er mit Musikern wie Bobby Durham, Reggie Johnson, Alvin Queen und Wayne Dockery in Ungarn. 2001 spielte Csík mit seinem Trio 14 Kompositionen von Harry Ferruolo ein. Weiter begleitete er Sängerinnen wie Linda Hopkins, Peggi Blu und Joan Faulkner, mit der er nun in Deutschland lebt. Er ist auch auf Alben von Eddie Lockjaw Davis und von János Kőrössy zu hören.

## Preise und Auszeichnungen
Csík wurde 1970 und 1992 als Solist des Jahres ausgezeichnet. 2011 erhielt er den Louis Armstrong Memorial Award, 2015 den Szabó-Gábor-Preis. 2016 wurde er mit dem ungarischen Liszt-Preis geehrt. Weiterhin wurde er mit dem Ritterkreuz des Ungarischen Verdienstordens ausgezeichnet.